# Островский, Михаил Николаевич
Михаи́л Никола́евич Остро́вский (1827—1901) — государственный деятель Российской империи, младший брат драматурга Александра Островского, статс-секретарь (01.01.1874), действительный тайный советник (15.05.1883).
Занимал пост министра государственных имуществ в царствование императора Александра III (1881—1892). Член Государственного совета. Почётный член Императорской академии наук, председатель комитета музея прикладных знаний (Санкт-Петербург), почётный член различных обществ.

## Биография
Родился в Замоскворечье в семье дворянина в первом поколении (из духовного сословия) Николая Фёдоровича Островского (1796—1853); его старший брат — драматург А. Н. Островский.
В 1844 году окончил 1-ю Московскую гимназию; в 1848 году — юридический факультет Московского университета со степенью кандидата. Службу начал 26 апреля 1849 года при симбирском гражданском губернаторе. С 1854 года служил в ведомстве государственного контролёра В. А. Татаринова, участвуя в работах по введению контрольной реформы; прошёл путь от чиновника особых поручений VIII класса до товарища государственного контролёра — с 17 апреля 1871 года. Командировался для ревизий во Владимирскую, Тульскую, Калужскую, Ярославскую, Костромскую, Псковскую, Виленскую, Гродненскую и Ковенскую губернии, а также Царство Польское. В 1877 году ревизовал действия полевого контроля Кавказской армии. С 1864 года — действительный статский советник; с 1870 года — тайный советник; с 1872 года — сенатор, присутствующий в общем собрании 4. 5, и межевого департаментов Сената. В 1876 году был пожалован в статс-секретари Его Императорского Величества. В 1878 году в связи с назначением членом Государственного совета (в департамент государственной экономии) покинул ведомство Госконтроля.
С 4 мая 1881 года по 1 января 1893 года — министр государственных имуществ, с оставлением прежних званий. При нём был проведён закон 1888 года об охране лесов. Он руководил выработкой мер по реорганизации курортного дела на Кавказских минеральных водах (1887), плана по борьбе с филлоксерой в Крыму и развитию там виноделия и виноградарства (1887—1888), а также Комиссией по реорганизации деятельности Зоологического музея Академии наук в Санкт-Петербурге (1889—1890). Как министр, М. Н. Островский отличился участием в политических интригах, пытаясь возглавить более престижное Министерство внутренних дел. С 15 мая 1883 года — действительный тайный советник.
С 1 января 1893 года до 3 октября 1899 года — председатель Департамента законов Государственного совета, член Комитета финансов с 1894 года.
Михаил Николаевич был вхож не только в чиновничьи, но и в литературные круги, в частности, он дружил и вёл переписку с А. Ф. Писемским, И. Ф. Горбуновым, И. С. Тургеневым, Т. И. Филипповым, Е. М. Феоктистовым, а также с П. В. Анненковым. Особое внимание современники уделяли его взаимоотношениям с начальником Главного управления по делам печати МВД Е. М. Феоктистовым и его женой. В обществе было распространено мнение, что Островский и Феоктистов «делят» одну жену на двоих. В частности, эта версия отражена в знаменитой эпиграмме Д. Д. Минаева:

«Островский Феоктистову
На то рога и дал,
Чтоб ими он неистово

Писателей бодал».— Минаев Д. Стихотворения. Библиотека поэта. Малая серия. Л., 1948. С. 299.
М. Н. Островский большую часть жизни прожил в Петербурге, однако будучи совладельцем усадьбы Щелыково, занимался её благоустройством, хоть и бывал там нечасто.
Высочайшим рескриптом от 26 апреля 1899 года пожалован кавалером ордена Святого Андрея Первозванного. Кроме этого он был награждён орденами: Св. Александра Невского (1881, алмазными знаками к нему — в 1888), Св. Владимира 1-й степени (1894).
Скончался 25 июля (7 августа) 1901 года в Санкт-Петербурге. Отпевание состоялось 28 июля в Свято-Духовской церкви Александро-Невской лавры; присутствовал председатель Комитета министров И. Н. Дурново и другие. Похоронен на Никольском кладбище лавры. Был женат на Наталье Александровне Островской, урождённой Татариновой (1845—1910).

## Память
В честь М. Н. Островского названы род растений Островския и Островские ванны в Железноводске. Будучи министром государственных имуществ Российской империи, Островский немало сделал для улучшения курортов Кавказских Минеральных Вод.

## Награды
- Орден Святого Владимира 3-й степени (04.04.1865)
- Орден Святого Станислава 1-й степени (27.03.1866)
- Орден Святой Анны 1-й степени (31.03.1868)
- Орден Святого Владимира 2-й степени (08.04.1873)
- Орден Белого орла (27.03.1877)
- Орден Святого Александра Невского (12.04.1881)
- Бриллиантовые знаки к ордену Святого Александра Невского (01.01.1888)
- Орден Святого Владимира 1-й степени (01.01.1894)
- Высочайший рескрипт (14.05.1896)
- Орден Святого Андрея Первозванного (26.04.1899)

Иностранные:
- Бразильский орден Розы, большой крест (1885).